# 변인재
변인재(1979년 6월 11일 ~)는 롯데 자이언츠에서 뛰었던 전 야구 선수다. 1998년 LG의 지명을 받았으나 대학 진학을 선택했고 이후 롯데에 입단했다. 2003년에 팀의 핵심 불펜 투수로 활약했다.

## 기록
- 2002년 : 5경기 12이닝 1패 6.00
- 2003년 : 26경기 37이닝 2패 1홀드 1세이브 4.62

## 학력
- 배재고등학교
- 중앙대학교

## 같이 보기
- 2002년 롯데 자이언츠 시즌
- 2003년 롯데 자이언츠 시즌